# Maxakalisaure

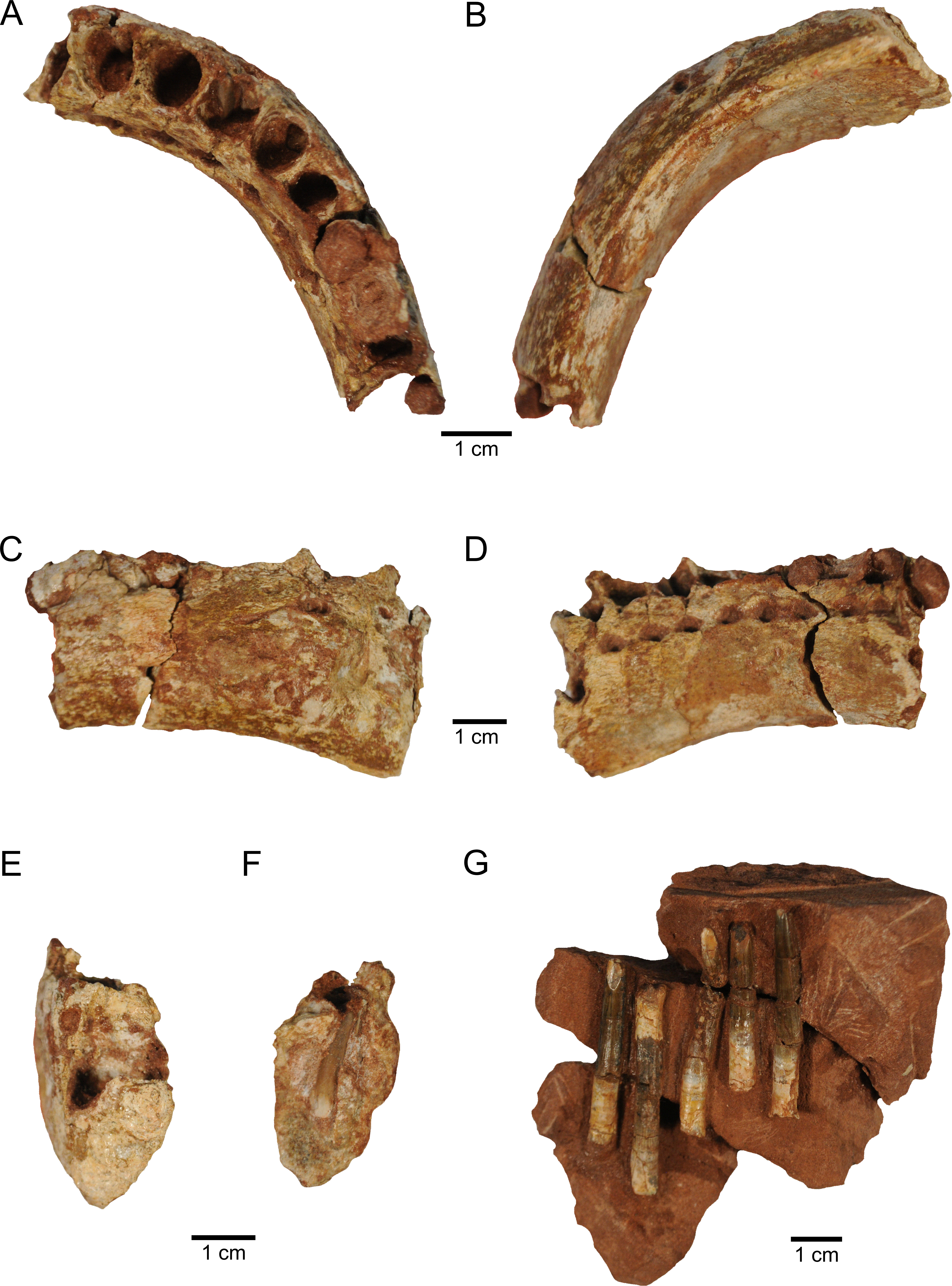
Diferents punts de vista d'una mandíbula

El maxakalisaure (Maxakalisaurus) és un gènere de dinosaure eolosàurid, descobert el 1008 al Brasil, a 45 km de la ciutat de Prata, a l'estat de Minas Gerais. Estava relacionat amb el saltasaure, un sauròpode considerat inusual perquè, aparentment, havia desenvolupat uns trets defensius, entre els que destacaven plaques òssies a la pell i plaques verticals a la seva columna vertebral, unes característiques que també es troben al Maxakalisaurus. El nom del gènere deriva de la tribu dels Maxakali, que tenen una divinitat anomenada Topa.
El maxakalisaure era un animal d'uns 13 metres de llargada, amb un pes estimat de 9 tones. Segons el paleontòleg Alexander Kellner, podrien haver arribat fins i tot als 20 metres de llargada. Tenia un coll i una cua llargues, dents afilades (tret inusual entre els sauròpodes) i va viure fa uns 80 milions d'anys. Com que, segons sembla, els sauròpodes tenien poca competència a l'Amèrica del Sud, van poder evolucionar en una diversitat més gran i amb trets més diferenciats que en altres parts del món.
«Es tracta del dinosaure més gros que mai s'ha descrit al Brasil», segons va dir Alexander Kellner, principal autor de la seva descripció científica. «Hem descobert ossos del què semblen dinosaures més grans, però encara no els hem pogut unir per definir una descripció científica».
El 2016 es va descriure un nou exemplar, comprès per fragments d'una mandíbula i dents, indicant que pertanyia a un maxakalisaure. Les anàlisis filogenètiques van definir el maxakalisaurus com un eolosaure, juntament amb l'eolosaure i Gondwanatitan.
A la col·lecció del Museu Nacional del Brasil, a Rio de Janeiro, s'exposava la reconstrucció d'un esquelet de Maxikalisaurus fins al setembre de 2018. Es desconeix si va patir desperfectes a conseqüència de l'incendi que van patir les instal·lacions el 2 de setembre de 2018.